# Реджинато, Адриано
Адриано Реджинато (итал. Adriano Reginato; род. 19 декабря 1937, Карбонера, Венеция) — итальянский футболист, вратарь.

## Карьера
Во взрослом футболе дебютировал в 1961 году в клубе «Тревизо», за молодёжную команду которого выступал на протяжении нескольких лет. В клубе Реджинато провёл следующие два сезона, после чего ненадолго присоединился к «Торино». 
В 1965 году на один сезон стал выступать за другую итальянскую команду «Виченца», после чего перешёл в «Кальяри», где провёл наиболее успешные годы своей карьеры. В 1967 году он ненадолго был отдан в аренду в американский клуб «Чикаго Мустангс», а затем вернулся в Италию. В сезоне 1969/70 команда смогла завоевать титул национального  чемпиона. Реджинато завершил карьеру футболиста три сезона спустя, в 1973 году, в возрасте 36 лет.

## Достижения
«Кальяри»
- Чемпион Италии: 1969/70